# Hadena montara
Hadena montara là một loài bướm đêm trong họ Noctuidae.